# Drienov
Drienov este o comună slovacă, aflată în districtul Prešov din regiunea Prešov. Localitatea se află la altitudinea de 219 m deasupra n.m., se întinde pe o suprafață de 20,26 km2 și în 2017 număra 2.226 de locuitori. Se învecinează cu comuna Petrovany.

## Istoric
Localitatea Drienov este atestată documentar din 1283.

## Demografie
| An:                | 1994 | 2004    | 2014   | 2024   |
| ------------------ | ---- | ------- | ------ | ------ |
| Număr de persoane: | 1843 | 2099    | 2160   | 2275   |
| Diferență:         |      | +13,89% | +2,90% | +5,32% |

| An:                | 2023 | 2024   |
| ------------------ | ---- | ------ |
| Număr de persoane: | 2256 | 2275   |
| Diferență:         |      | +0,84% |